# Emil Rydbeck
Claës Oscar Emil Rydbeck, född 23 november 1844 i Vrigstads socken, Jönköpings län, död 1 februari 1923, var en svensk ingenjör. Han var far till Oscar Rydbeck och Emil Rydbeck.
Rydbeck blev elev vid Teknologiska institutet 1862 och avlade avgångsexamen där 1865 och assistentexamen vid Telegrafverket 1868. Han företog studieresor i Tyskland, Frankrike, Storbritannien och Nederländerna 1889 och 1890. Han var anställd vid Statens järnvägsbyggnader 1864–1867 och vid enskilda järnvägsbyggnader 1870–1876. Han utförde landsvägsbyggnader i Värmland 1868–1969 samt var stadsingenjör och arbetschef i Strömstads stad 1877, i Sundsvalls stad 1878–1900 och i Jönköpings stad 1900–1907. Han var kontrollant vid hospitalsbygget i Säters stad 1908 och 1909.